# Kirche Budwethen

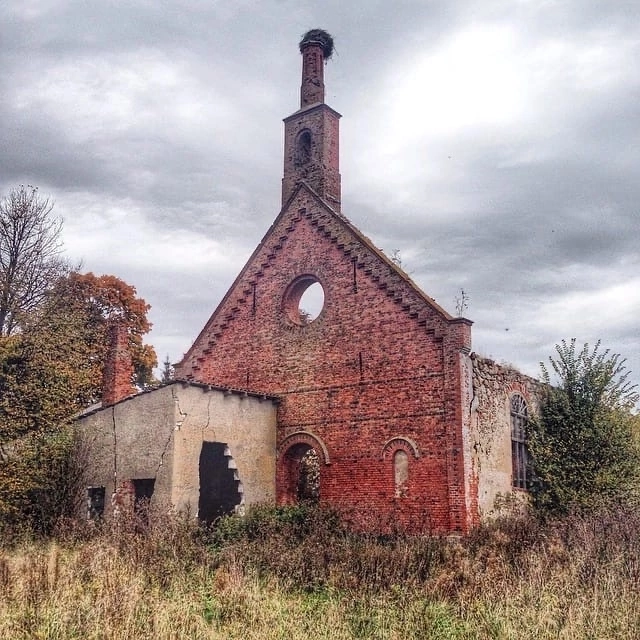
Giebelfront der Kirche

Die Kirche Budwethen (russisch Кирха Будветтена Kircha Budwettena, der Ort hieß zwischen 1938 und 1946: Altenkirch) ist ein gegen Ende des 18. Jahrhunderts errichtetes Bauwerk. Sie diente bis 1945 der evangelischen Bevölkerung im damals ostpreußischen Kirchspiel des heute russisch Malomoschaiskoje genannten Ortes als Gotteshaus.

## Geographische Lage
Das heutige Malomoschaiskoje in der russischen Oblast Kaliningrad (Gebiet Königsberg (Preußen)) liegt 17 Kilometer südöstlich der Stadt Neman (Ragnit) und ist mit der Kreisstadt durch eine Nebenstraße (27K-408) verbunden. Eine Bahnanbindung besteht seit Außerbetriebsetzung der Bahnstrecke Sowetsk–Nesterow nicht mehr.
Die heutige Kirchenruine steht innerorts westlich der Straße nach Neman.

## Kirchengebäude
Als erste Kirche erhielt Budwethen um 1686 ein kleines Fachwerkgebäude, das allerdings wegen Baufälligkeit im Jahre 1772 abgerissen werden musste. In den Jahren 1780 bis 1782 errichtete man ein neues massives Gotteshaus, wobei es sich um einen einfachen rechteckigen Feldsteinbau ohne Turm handelte. Erst später erhielt die Kirche zwei Giebel, von denen der westliche in ein spitzes Türmchen ausläuft.
Im Kircheninnern waren in die Seitenschiffe Emporen eingezogen. In der Ausstattung waren Reste aus der früheren barocken Kirche enthalten. So wurde auch der Kanzelaltar 1782 unter Verwendung älterer Schnitzereien zusammengestellt. Den bronzenen Kronleuchter stifteten Salzburger Gemeindeglieder 1832 anlässlich deren 100-jähriger Gedenkfeier als Salzburger Exulanten.
Die Orgel von 1857 stammte aus der Werkstatt von Scherweit in Königsberg (Preußen). Eine spätere Umgestaltung nahm der Orgelbaumeister Novak vor, der ebenfalls aus der Pregelstadt stammte.
Die Glocken läuteten in einem von dem Kirchengebäude abgesetzten Glockenhaus. Eine von ihnen trug die Inschrift Zu Zeiten der Hochgeborenen Lehnsherrschaftz von Flans in Königsberg anno 1695 gos mich Gottfried Dornemann.
Die Kirche überstand den Zweiten Weltkrieg unbeschadet, wurde jedoch in Fremdnutzung zu einem Kulturhaus mit Kino umgebaut. Die Fenster wurden zugemauert und südlich sowie westlich wurden Räume angebaut. Außerdem trug man Dachpfannen und Sparren des Bauwerks ab. Im Jahre 1996 zerstörte ein Feuer das Gebäude. Heute künden nur noch ruinöse Restmauern von dem einstigen Gotteshaus.

## Kirchengemeinde
Bereits zwanzig Jahre vor dem Bau der ersten Budwethener Kirche wurde in der Regierungszeit des Großen Kurfürsten das Kirchspiel Budwethen gegründet. Bis 1945 gehörte es zur Diözese Ragnit im Kirchenkreis Tilsit-Ragnit innerhalb der Kirchenprovinz Ostpreußen der Kirche der Altpreußischen Union. Im Jahr 1925 zählte die Pfarrei 4000 Gemeindeglieder, die in 42 Kirchspielorten lebten. Eine eigene Pfarrstelle erhielt das Kirchspiel mit seiner Gründung. Erster Pfarrstelleninhaber war Pfarrer Theodor Lepner, der sich durch seine Buchveröffentlichung "Der preußische Litauer" um die litauische Sprache außerordentlich verdient gemacht hat.
Aufgrund von Flucht und Vertreibung der einheimischen Bevölkerung in Kriegsfolge und aufgrund der restriktiven Kirchenpolitik der Sowjetunion brach das kirchliche Leben im Kirchspiel des nun Malomoschaiskoje genannten Ortes ab. 
Das einstige Kirchdorf liegt heute im Einzugsbereich einer im früheren Kirchspieldorf Sabrodino (Lesgewangminnen, 1938 bis 1946 Lesgewangen) neu entstandenen evangelisch-lutherischen Gemeinde, die der Propstei Kaliningrad (Königsberg) in der Evangelisch-lutherischen Kirche Europäisches Russland zugeordnet ist.

### Kirchspielorte
Zu Kirchspiel Budwethen (1938 bis 1946: Altenkirch) gehörten 42 Dörfer, Ortschaften und Wohnplätze:
| Name                                 | Änderungsname 1938 bis 1946 | Russischer Name  |  | Name                                  | Änderungsname 1938 bis 1946 | Russischer Name                        |
| ------------------------------------ | --------------------------- | ---------------- |  | ------------------------------------- | --------------------------- | -------------------------------------- |
| Abschruten                           | Schroten                    | Sabrodino        |  | Köllmisch Kackschen                   | Keppen                      |                                        |
| Alt Eggleningken                     |                             |                  |  | Kamschen                              |                             |                                        |
| Antagminnen                          | Antaggen                    |                  |  | Kimschen                              | Kleinlesgewangen            | Sabrodino                              |
| *Antskrebben                         | Hutfelde                    | Schirokodolje    |  | Königshuld I                          |                             | Wyschkino                              |
| Audeaten                             | Freidorf                    |                  |  | Kubillehnen                           | Kuben                       | Kusmino                                |
| Augskallen                           | Güldenflur                  | Kalatschejewo    |  | Kummutschen                           | Kummenhof                   |                                        |
| Bejehnen                             | Behnen                      |                  |  | Lepalothen                            | Lindweiler                  | Scherbakowo, später: Bobry             |
| Brandwethen                          | Branden                     |                  |  | *Lesgewangminnen                      | Lesgewangen                 | Sabrodino                              |
| Budupönen                            | Hüttenfelde                 |                  |  | Lindicken                             |                             | Lukino, später: Kaschtanowka           |
| *Budwethen                           | Altenkirch                  | Malomoschaiskoje |  | Naujeningnken                         | Neusiedel (Ostpr.)          | Moskwino, jetzt: Malomoschaiskoje      |
| *Dilben                              |                             |                  |  | Nestonwethen                          | Nesten                      | Kaluschskoje                           |
| Dundeln                              |                             | Kraineje         |  | Neu Eggelingken                       | Lindengarten                | Petropawlowskoje                       |
| Eszerningken, 1936–38: Escherningken | Eschingen                   |                  |  | *Pabuduppen                           | Finkenhagen                 | Kraineje                               |
| Eigarren                             | Kernhall                    |                  |  | Pötkallen                             | Pötken                      | Petropawlowskoje, jetzt: Kalatschejewo |
| *Gaistauden                          |                             | Ignatowo         |  | Poplienen                             | Poplingen                   | Suslowo                                |
| Gindwillen                           |                             |                  |  | Prusgirren                            | Preußwalde (seit 1932)      |                                        |
| *(Groß) Ballupönen                   | Löffkeshof                  | Ochotnitschje    |  | Skatticken                            | Katticken                   | Dorochowo                              |
| Groß Puskeppeln                      | Keppen                      | Skljankino       |  | Skrebben                              | Krebben                     |                                        |
| Gudszen, 1936–38: Gudschen           | Insterbergen                |                  |  | Szurellen 1936–38: Schurellen         | Schurfelde                  | Poworino                               |
| Kallwellen                           | Torffelde                   | Gribojedowo      |  | *Waszeningken, 1936–38: Wascheningken | Waschingen                  | Torfjanoje                             |
| Klein Puskeppeln                     | Pusken                      | Prototschnoje    |  | Wingschnienen                         | Ostmoor                     | Slobodskoje, jetzt: Malomoschaiskoje   |

### Pfarrer
Von der Gründung des Kirchspiels Budwethen bis zum Ende des Zweiten Weltkrieges amtierten an der Kirche Budwethen 18 evangelische Geistliche:
| - Theodor Lepner, 1665–1691 - Michael Wattcke, ab 1692 - Sebastian Beyer, 1965–1700 - Friedrich Sig. Schusterus, 1701–1750 - Hieronymus Voglerus, 1745–1772 - Georg E. Tortilowius, 1771–1804 - Christian Wanner, 1804–1805 - Johann Christian Prellwitz, 1805–1826 - Nathanel Friedrich Ostermeyer, 1827–1846 | - Carl Friedrich Wilhelm Gessner, 1847–1865 - Louis Hermann Hirsch, 1866–1892 - Immanuel Ferdinand Girkon, 1893–1901 - Otto Tautorus, 1901–1902 - Emil Ludwig Albrecht, 1902–1905 - Johann Heydeck, 1906–1928 - Eugen Gatz, 1928–1934 - Wilhelm Bayer, 1933 - Friedrich Oksas, 1935–1945 |

### Kirchenbücher
Von den Kirchenbüchern der Pfarrei Budwethen (Altenkirch) haben sich erhalten und werden im Evangelischen Zentralarchiv in Berlin-Kreuzberg aufbewahrt:
- Taufen: 1695 bis 1944
- Trauungen: 1746 bis 1944
- Begräbnisse: 1747 bis 1944
- Konfirmationen: 1771 bis 1826 und 1935 bis 1944
- Kommunikanten: 1772 bis 1944.